# Mesoidelia procera

Mesoidelia procera  (лат.) — ископаемый вид насекомых из семейства Mesorthopteridae (отряд Grylloblattida). Пермский период (Мутовино, ярус Poldarsa, около 260 млн лет), Россия, Вологодская область (60.6° N, 45.6° E).

## Описание
Длина переднего крыла — 15,0 мм.  Сестринские таксоны: Mesoidelia gorochovi, M. faceta, M. semota, M. riphaea, M. ignorata. Вид был впервые описан в 2014 году российским палеоэнтомологом Д. С. Аристовым (Палеонтологический институт РАН, Москва) по ископаемым отпечаткам.